# Noël Le Graët
Noël Le Graët (* 25. Dezember 1941 in Bourbriac, Département Côtes-d’Armor) ist ein französischer Unternehmer und Politiker. Von 2011 bis 2023 war er zudem Präsident des Französischen Fußballverbands FFF.

## Unternehmer und Politiker
Noël Le Graët wurde in der Nachbarschaft der Stadt Guingamp geboren und wuchs in bescheidenen Verhältnissen auf; seine Eltern arbeiteten während des Zweiten Weltkriegs in der Landwirtschaft und ab 1945 als Industriearbeiter. Er selbst war als junger Mann zeitweilig als Erzieher, in der Steuerverwaltung und als Handelsvertreter tätig, ehe der Bretone einen kleinen Betrieb namens Celtigel kaufte. Diesen baute er im Lauf der Jahre zur Groupe Le Graët, einem diversifizierten Familienunternehmen der Meeresfrüchtebranche, aus, das heute an verschiedenen Standorten in der Region tätig ist. Mit den Pêcheries d’Armorique in Erquy verfügt es über eine eigene Fischereiflotte. Zu den in Frankreich bekanntesten Markennamen gehören Celtigel (tiefgekühlte Fleisch-, Fisch- und Gemüse-Fertiggerichte), Les Délices de la Mer (Suppen, Saucen, Brotaufstriche) und Agil Chien/Agil Chat (Tiernahrung). Der Umsatz der Gruppe betrug 2010 nach eigenen Angaben rund 163 Mio. Euro.
Le Graët engagierte sich auch in der Politik und trat der sozialistischen Partei (PS) bei. 1995 wurde er als Kandidat einer Listenverbindung der Linksparteien mit 65 Stimmen Vorsprung zum Bürgermeister von Guingamp gewählt; nach seiner – diesmal deutlichen – Wiederwahl 2001 verzichtete er 2008 zugunsten von Annie Le Houérou auf eine dritte Kandidatur.

## Fußballfunktionär
Daneben war Noël Le Graët von 1971 bis 1992 Vorsitzender des Fußballvereins En Avant de Guingamp, den er aus einer regionalen Amateurklasse bis in den professionellen Ligabereich führte. Ab 2002 übte er diese Funktion erneut aus und wurde darin zuletzt 2010 bestätigt. Er war maßgeblich daran beteiligt, dass die 8.000-Einwohner-Kleinstadt ab 1990 ein Stadion für mehr als 18.000 Zuschauer, das Stade du Roudourou, errichtete.
In seine Amtszeit fällt auch der bisher größte Erfolg des Vereins, der Gewinn des französischen Pokals 2009. Am Ende dieses Jahres ernannte die Monatszeitschrift Armor Magazine ihn zum „Bretonen des Jahres“.
Auch im französischen Fußballverband FFF besitzt Le Graët großen Einfluss: Zwischen 1991 und 2000 war er Präsident des französischen Profiligaverbands LFP und bis Mitte 2011 Vizepräsident der FFF. In dieser letztgenannten Funktion hat er durch die Gewinnung neuer Verbandssponsoren, insbesondere den Abschluss eines neuen Ausrüstervertrages mit Nike, eine wesentliche Verbesserung der Finanzsituation der FFF herbeigeführt. Nach dem Rücktritt von deren Präsident Jean-Pierre Escalettes infolge des Fiaskos der französischen Nationalmannschaft bei der Weltmeisterschaft 2010 galt Noël Le Graët neben dem interimistischen Amtsinhaber Fernand Duchaussoy als aussichtsreicher Anwärter auf dessen Nachfolge.
Bei der regulären Präsidiums-Neuwahl am 18. Juni 2011 setzte Le Graët sich bereits im ersten Wahlgang gegen Duchaussoy und einen weiteren Bewerber durch. Den Vereinsvorsitz bei En Avant de Guingamp hat er daraufhin Ende Juni niedergelegt. Im Dezember 2012 wurde er mit großer Mehrheit für weitere vier Jahre als FFF-Präsident bestätigt. Le Graët gilt gemeinsam mit der Generalsekretärin Brigitte Henriques auch als treibende Kraft hinter dem Programm „Féminisation de Football“, mit dem der Verband seit 2011 den Frauenfußball massiv fördert und dazu insbesondere bei der Nachwuchsausbildung und bei der strukturellen Unterstützung kleiner Vereine ansetzt.
Im März 2017 wurde Le Graët mit gut 57 % für weitere vier Jahre im Amt bestätigt, ebenso vier Jahre später, dann sogar mit fast drei Viertel der Stimmen. Seit Januar 2023 ließ der Präsident seine Funktionen ruhen, bis der Bericht einer Untersuchungskommission des Sportministeriums über sexuelle Belästigungen innerhalb des Verbands vorliegt. Am 28. Februar trat er endgültig zurück.